# Hans-Dieter Neidel
Hans-Dieter Neidel (* 24. März 1939 in Stendal) ist ein ehemaliger deutscher Boxer. Er gehörte der Boxnationalmannschaft der DDR von 1957 bis zu seinem Karriereende 1964 an.

## Werdegang
Seinen größten sportlichen Erfolg feierte Neidel 1961 bei den Boxeuropameisterschaften in Belgrad. Als erster Boxer des SC Traktor Schwerin stand er dort im Finale internationaler Meisterschaften. Der Halbmittelgewichtler musste sich dort aber Boris Nikolajewitsch Lagutin aus der Sowjetunion durch K. o. in der dritten Runde geschlagen geben. Darüber hinaus war Neidel 1957, 1959 und 1960 DDR-Mannschaftsmeister mit dem SC Traktor Schwerin. Als Einzelboxer errang er im Halbmittelgewicht 1963 die Vizemeisterschaft, 1961 die Bronzemedaille bei DDR-Meisterschaften. Schon 1956 hatte er den DDR-Juniorenmeistertitel für Einheit Stendal im Halbweltergewicht gewonnen, 1957 wurde er DDR-Juniorenmeister im Weltergewicht für Lok Stendal. 1961 erhielt er die DDR-Sport-Auszeichnung Meister des Sports. Neidel bestritt in seiner internationalen Boxkarriere 59 Kämpfe, gewann davon 49, verlor 10. In seiner Gesamtbilanz als Boxer bestritt er 186 Kämpfe, gewann 161, verlor 21, vier Kämpfe gingen unentschieden aus.
Neidel war nach seinem Rücktritt vom aktiven Boxsport als Übungsleiter beim SC Traktor Schwerin und als Ringrichter tätig. Er übte auch wieder seinen Lehrberuf als Schornsteinfeger in Ostberlin aus. Ende Februar 1987 flüchtete er in die Bundesrepublik Deutschland und lebt seitdem in Minden.